# Орегонски споразум
Орегонски уговор представља споразум између Велике Британије и Сједињених Америчких Држава, који је потписан 15. јуна 1846. године у Вашингтону. потписан је за време председавања Џејмс Нокс Полка, овај уговор ставио крај на орегонски гранични спор путем решавања ривалских америчких и британских претензија на територију Орегона; области су заједно окупирали Британија и САД са уговором 1818.

## Позадина
Уговор из 1818. је поставио границу између САД и британске Северне Америке дуж 49. паралеле северне географске ширине од Минесоте на "стеновите планине" (сада познат као стеновите планине). Територија западно од ове планине је била позната Американцима као Орегон земље а Британцима као Колумбиски Дистрикт Компаније Хадсоновг залива. Уговор предвиђа заједничко управљање овој земљи током десет година. Земља је припадала обема државама и било им је гарантовано слободно кретанје кроз њу.
Заједничка контрола је постајала све неподношљивија за обе стране. Након што је британски министар одбио понуду америчког председника Џејмс Нокс Полк да се реше границе до 49. паралеле северне географске ширине, демократски експансиониста позвао је на анексацију целе области до паралеле 54°40' северне географске ширине, Јужна граница руске Америке, постављених паралелним уговорима између Руске империје , САД (1824) и велике Британије (1825). Међутим, након почетка америчко-мексичког рата у априлу 1846 поделила је Америчку пажњу и војне ресурсе, постигнут је компромис у текућим преговорима у Вашингтону, и питање је решено од стране Полк администрације (на ужас своје конзервативаца из своје странке ), да би се избегао рат на два фрнта стање и као и рат са тада моћном Британијом.

## Преговори
Уговор је закључио државни секретар САД Џејмс Бјукенен, који је касније постао председник, и Ричард Пакенхем, британски посланик у Сједињеним Америчким Државама и члан тајног Савета велике Британије за време краљице Викторије. Уговор је потписан 15. јун 1846, престанак заједничке окупације са Великом Британијом и сви становници испод 49 пралеле су постали амерички грађани. Изузета су била Ванкуверска острва која су остала у власти Велике Британије

## Дефиниција уговора
- [4]